# Unione Sportiva Foggia 1976-1977
Questa voce raccoglie le informazioni riguardanti l'Unione Sportiva Foggia nelle competizioni ufficiali della stagione 1976-1977.

## Stagione
Il Foggia di Roberto Balestri e di Ettore Puricelli nel campionato di Serie A 1976-1977 si classifica al tredicesimo posto con 26 punti. Un girone di andata concluso al penultimo posto con 10 punti, poi un girone di ritorno brillante con 16 punti raccolti ed una salvezza ottenuta di fatto alla terz'ultima giornata con la vittoria di Cesena (2-3), terza vittoria consecutiva dopo aver già battuto nelle due precedenti giornate Genoa e Catanzaro, ma soffrendo comunque fino al termine del torneo.
Lo scudetto è stato vinto con 51 punti dalla Juventus, al suo diciassettesimo titolo tricolore, secondo con 50 punti il Torino, molto lontane tutte le altre, la Fiorentina è giunta terza con 35 punti. Retrocedono in Serie B la Sampdoria con 24 punti, il Catanzaro con 21 punti ed il Cesena con 14 punti.
In Coppa Italia i satenelli si fermano al primo turno, nella fase a gironi, nel Quinto girone giocato prima del campionato e vinto a sorpresa dal Lecce davanti al Torino.

## Organigramma societario
Area direttiva
- Presidente: Antonio Fesce

Area tecnica
- Allenatore: Roberto Balestri

## Rosa

Il neoacquisto Angelo Domenghini, 17 presente e 4 reti nel suo unico campionato a Foggia.

| N. |                   | Ruolo | Calciatore         |
| -- | ----------------- | ----- | ------------------ |
|    | Italia (bandiera) | P     | Luciano Bertoni    |
|    | Italia (bandiera) | P     | Maurizio Memo      |
|    | Italia (bandiera) | P     | Pietro Villa       |
|    | Italia (bandiera) | D     | Novilio Bruschini  |
|    | Italia (bandiera) | D     | Mauro Colla        |
|    | Italia (bandiera) | D     | Paolo De Giovanni  |
|    | Italia (bandiera) | D     | Carmine Gentile    |
|    | Italia (bandiera) | D     | Moreno Grilli      |
|    | Italia (bandiera) | D     | Michele Ieluzzi    |
|    | Italia (bandiera) | D     | Giovanni Pirazzini |
|    | Italia (bandiera) | D     | Renato Sali        |
|    | Italia (bandiera) | D     | Rosario Sasso      |
|    | Italia (bandiera) | C     | Franco Bergamaschi |
|    | Italia (bandiera) | C     | Luigi Delneri      |

| N. |                   | Ruolo | Calciatore          |
| -- | ----------------- | ----- | ------------------- |
|    | Italia (bandiera) | C     | Eugenio Fumagalli   |
|    | Italia (bandiera) | C     | Giovanni Lodetti    |
|    | Italia (bandiera) | C     | Giuseppe Lorenzetti |
|    | Italia (bandiera) | C     | Aldo Nicoli         |
|    | Italia (bandiera) | C     | Sandro Salvioni     |
|    | Italia (bandiera) | C     | Nevio Scala         |
|    | Italia (bandiera) | A     | Antonio Bordon      |
|    | Italia (bandiera) | A     | Rocco Colotti       |
|    | Italia (bandiera) | A     | Angelo Domenghini   |
|    | Italia (bandiera) | A     | Maurizio Iorio      |
|    | Italia (bandiera) | A     | Aldo Piemontese     |
|    | Italia (bandiera) | A     | Nicola Ripa         |
|    | Italia (bandiera) | A     | Giovanni Toschi     |
|    | Italia (bandiera) | A     | Nerio Ulivieri      |

## Risultati

### Serie A

#### Girone di andata
| Foggia 3 ottobre 1976 1ª giornata | Foggia              | 0 – 0 | Inter | Stadio Pino Zaccheria\| Arbitro: \| Panzino (Catanzaro) \| |
| Arbitro:                          | Panzino (Catanzaro) |       |       |                                                            |

| Arbitro: | Casarin (Milano) |

|             |           |  |
| Vannini 67’ | Marcatori |  |

| Arbitro: | Michelotti (Parma) |

|  |           |             |
|  | Marcatori | 74’ Bettega |

| Bologna 31 ottobre 1976 4ª giornata | Bologna         | 0 – 0 | Foggia | Stadio Comunale\| Arbitro: \| Serafino (Roma) \| |
| Arbitro:                            | Serafino (Roma) |       |        |                                                  |

| Arbitro: | Gonella (Torino) |

|                                    |           |                     |
| Burgnich 39’ (aut.) Domenghini 42’ | Marcatori | 31’, 76’ G. Savoldi |

| Arbitro: | Prati (Parma) |

|                                          |           |               |
| Di Bartolomei 22’ Musiello 35’ Prati 65’ | Marcatori | 43’ A. Bordon |

| Arbitro: | Barbaresco (Cormons) |

|                               |           |  |
| Pirazzini 53’ Bergamaschi 73’ | Marcatori |  |

| Arbitro: | Benedetti (Roma) |

|                                                              |           |          |
| Rossinelli 19’ Antognoni 58’ N. Scala 67’ (aut.) Casarsa 83’ | Marcatori | 44’ Ripa |

| Roma 12 dicembre 1976 9ª giornata | Lazio               | 0 – 0 | Foggia | Stadio Olimpico\| Arbitro: \| Lo Bello (Siracusa) \| |
| Arbitro:                          | Lo Bello (Siracusa) |       |        |                                                      |

| Arbitro: | Ciacci (Firenze) |

|                                        |           |              |
| Pirazzini 22’ Luigi Delneri 70’ (rig.) | Marcatori | 16’ Sabadini |

| Arbitro: | Agnolin (Bassano del Grappa) |

|                              |           |                             |
| Domenghini 77’ A. Bordon 85’ | Marcatori | 51’, 81’ Pruzzo 73’ Damiani |

| Arbitro: | Bergamo (Livorno) |

|                                              |           |                |
| Pirazzini 18’ (aut.) Improta 23’ Michesi 81’ | Marcatori | 77’ Domenghini |

| Arbitro: | Terpin (Trieste) |

|  |           |                   |
|  | Marcatori | 38’, 59’ De Ponti |

| Arbitro: | Ciulli (Roma) |

|                |           |  |
| Zaccarelli 52’ | Marcatori |  |

| Arbitro: | Panzino (Catanzaro) |

|                                              |           |              |
| A. Bordon 45’, 54’ Domenghini 60’ Nicoli 90’ | Marcatori | 48’ Mascetti |

#### Girone di ritorno
| Arbitro: | Trinchieri (Reggio Emilia) |

|           |           |               |
| Pavone 2’ | Marcatori | 81’ Pirazzini |

| Arbitro: | Gussoni (Tradate) |

|                               |           |            |
| Bergamaschi 37’ Pirazzini 44’ | Marcatori | 8’ Vannini |

| Arbitro: | Serafino (Roma) |

|             |           |  |
| Bettega 12’ | Marcatori |  |

| Arbitro: | Barbaresco (Cormons) |

|              |           |  |
| Ulivieri 75’ | Marcatori |  |

| Arbitro: | Benedetti (Roma) |

|                               |           |                            |
| Chiarugi 12’, 27’ Juliano 77’ | Marcatori | 57’ A. Bordon 81’ Ulivieri |

| Arbitro: | Casarin (Milano) |

|              |           |  |
| Ulivieri 87’ | Marcatori |  |

| Arbitro: | Michelotti (Parma) |

|                                   |           |                     |
| Pirazzini 28’ (aut.) Saltutti 68’ | Marcatori | 15’ (aut.) Zecchini |

| Arbitro: | Gonella (Torino) |

|                              |           |                               |
| Ulivieri 13’ Bergamaschi 27’ | Marcatori | 16’, 20’ Desolati 23’ Casarsa |

| Arbitro: | Ciacci (Firenze) |

|              |           |  |
| Ulivieri 18’ | Marcatori |  |

| Milano 17 aprile 1977 25ª giornata | Milan             | 0 – 0 | Foggia | Stadio San Siro\| Arbitro: \| Bergamo (Livorno) \| |
| Arbitro:                           | Bergamo (Livorno) |       |        |                                                    |

| Arbitro: | Michelotti (Parma) |

|            |           |                                  |
| Pruzzo 22’ | Marcatori | 2’ Ulivieri 51’ (rig.) A. Bordon |

| Arbitro: | Gonella (Torino) |

|                      |           |  |
| A. Bordon 37’ (rig.) | Marcatori |  |

| Arbitro: | Ciacci (Firenze) |

|                              |           |                                                   |
| Valentini 28’ Frustalupi 82’ | Marcatori | 16’ Bergamaschi 29’ (aut.) Batistoni 63’ Ulivieri |

| Arbitro: | Casarin (Milano) |

|  |           |                 |
|  | Marcatori | 78’ F. Graziani |

| Arbitro: | Ciulli (Roma) |

|                       |           |            |
| Fiaschi 29’ Luppi 88’ | Marcatori | 27’ Nicoli |

### Coppa Italia

#### Primo turno
| Arbitro: | Bergamo (Livorno) |

|                                  |           |  |
| Garritano 43’, 77’ P. Pulici 66’ | Marcatori |  |

| Arbitro: | Prati (Parma) |

|                   |           |              |
| Luigi Delneri 14’ | Marcatori | 42’ Lo Russo |

| Ascoli Piceno 12 settembre 1976 4ª giornata | Ascoli         | 0 – 0 | Foggia | Stadio Cino e Lillo Del Duca\| Arbitro: \| Frasso (Capua) \| |
| Arbitro:                                    | Frasso (Capua) |       |        |                                                              |

| Arbitro: | Longhi (Roma) |

|                               |           |             |
| Nicoli 29’, 79’ Pirazzini 69’ | Marcatori | 34’ Bosetti |

## Statistiche

### Statistiche di squadra
| Competizione | Punti | In casa | In casa | In casa | In casa | In casa | In casa | In trasferta | In trasferta | In trasferta | In trasferta | In trasferta | In trasferta | Totale | Totale | Totale | Totale | Totale | Totale | DR |
| Competizione | Punti | G       | V       | N       | P       | Gf      | Gs      | G            | V            | N            | P            | Gf           | Gs           | G      | V      | N      | P      | Gf     | Gs     | DR |
| ------------ | ----- | ------- | ------- | ------- | ------- | ------- | ------- | ------------ | ------------ | ------------ | ------------ | ------------ | ------------ | ------ | ------ | ------ | ------ | ------ | ------ | -- |
| Serie A      | 26    | 15      | 8       | 2       | 5       | 20      | 15      | 15           | 2            | 4            | 9            | 13           | 24           | 30     | 10     | 6      | 14     | 33     | 39     | -6 |
| Coppa Italia | 4     | 2       | 1       | 1       | 0       | 4       | 2       | 2            | 0            | 1            | 1            | 0            | 3            | 4      | 1      | 2      | 1      | 4      | 5      | -1 |
| Totale       |       | 17      | 9       | 3       | 5       | 24      | 17      | 17           | 2            | 5            | 10           | 13           | 27           | 34     | 11     | 8      | 15     | 37     | 44     | -7 |

### Statistiche dei giocatori
| Giocatore      | Serie A  | Serie A | Serie A     | Serie A    | Coppa Italia | Coppa Italia | Coppa Italia | Coppa Italia | Totale   | Totale | Totale      | Totale     |
| Giocatore      | Presenze | Reti    | Ammonizioni | Espulsioni | Presenze     | Reti         | Ammonizioni  | Espulsioni   | Presenze | Reti   | Ammonizioni | Espulsioni |
| -------------- | -------- | ------- | ----------- | ---------- | ------------ | ------------ | ------------ | ------------ | -------- | ------ | ----------- | ---------- |
| F. Bergamaschi | 25       | 4       | ?           | ?          | ?            | ?            | ?            | ?            | 25+      | 4+     | ?           | ?          |
| L. Bertoni     | 1        | -1      | ?           | ?          | ?            | ?            | ?            | ?            | 1+       | -1+    | ?           | ?          |
| A. Bordon      | 27       | 7       | ?           | ?          | ?            | ?            | ?            | ?            | 27+      | 7+     | ?           | ?          |
| N. Bruschini   | 23       | 0       | ?           | ?          | ?            | ?            | ?            | ?            | 23+      | 0+     | ?           | ?          |
| M. Colla       | 20       | 0       | ?           | ?          | ?            | ?            | ?            | ?            | 20+      | 0+     | ?           | ?          |
| P. De Giovanni | 1        | 0       | ?           | ?          | ?            | ?            | ?            | ?            | 1+       | 0+     | ?           | ?          |
| L. Delneri     | 29       | 1       | ?           | ?          | ?            | ?            | ?            | ?            | 29+      | 1+     | ?           | ?          |
| A. Domenghini  | 17       | 4       | ?           | ?          | ?            | ?            | ?            | ?            | 17+      | 4+     | ?           | ?          |
| E. Fumagalli   | 2        | 0       | ?           | ?          | ?            | ?            | ?            | ?            | 2+       | 0+     | ?           | ?          |
| C. Gentile     | 21       | 0       | ?           | ?          | ?            | ?            | ?            | ?            | 21+      | 0+     | ?           | ?          |
| M. Grilli      | 1        | 0       | ?           | ?          | ?            | ?            | ?            | ?            | 1+       | 0+     | ?           | ?          |
| G. Lodetti     | 2        | 0       | ?           | ?          | ?            | ?            | ?            | ?            | 2+       | 0+     | ?           | ?          |
| G. Lorenzetti  | 4        | 0       | ?           | ?          | ?            | ?            | ?            | ?            | 4+       | 0+     | ?           | ?          |
| M. Memo        | 30       | -38     | ?           | ?          | ?            | ?            | ?            | ?            | 30+      | -38+   | ?           | ?          |
| A. Nicoli      | 21       | 2       | ?           | ?          | ?            | ?            | ?            | ?            | 21+      | 2+     | ?           | ?          |
| G. Pirazzini   | 27       | 4       | ?           | ?          | ?            | ?            | ?            | ?            | 27+      | 4+     | ?           | ?          |
| N. Ripa        | 15       | 1       | ?           | ?          | ?            | ?            | ?            | ?            | 15+      | 1+     | ?           | ?          |
| R. Sali        | 29       | 0       | ?           | ?          | ?            | ?            | ?            | ?            | 29+      | 0+     | ?           | ?          |
| S. Salvioni    | 17       | 0       | ?           | ?          | ?            | ?            | ?            | ?            | 17+      | 0+     | ?           | ?          |
| N. Scala       | 26       | 0       | ?           | ?          | ?            | ?            | ?            | ?            | 26+      | 0+     | ?           | ?          |
| G. Toschi      | 1        | 0       | ?           | ?          | ?            | ?            | ?            | ?            | 1+       | 0+     | ?           | ?          |
| N. Ulivieri    | 18       | 7       | ?           | ?          | ?            | ?            | ?            | ?            | 18+      | 7+     | ?           | ?          |